# Ω
Omega（大寫Ω，小寫ω，中文音译：奧米伽、奧米加、歐米茄、歐米伽），是第二十四個希臘字母，亦是最後一個希臘字母。Omega 字面上的意思是“大 O”（o mega），以便與字母 ο“o micron，小 O”區別。
Omega指事情的終結，對應指開始的Alpha。例如在《聖經》啟示錄22:13：「我是阿爾法、我是奧米伽、我是首先的、我是末後的、我是初、我是終。」

## Omega的通常代表意义
- ω-3脂肪酸（一種脂肪酸）
- Ω (TeX)：排版系統TeX的Unicode版本
- Ω導航系統是首個全球無線電導航
- 歐米茄錶公司（Omega watch）：瑞士手錶公司，以「Ω」為標誌
- ABO世界觀：omega表示一種分類

## 小寫的ω的通常代表意义
- 物理學上：
  - 角速度符号或角頻率符號
- 化学上：
  - 溶质质量分数
- 數學上：
  - 1的立方虛根

## 大寫的Ω的通常代表意义
- 電腦科學上：
  - 柴廷常數（Chaitin constant）
- 數學上：
  - 首個不可數的序數
  - 朗伯W函數的別稱「Ω函數」
  - Ω常數
  - 集合论中的绝对无限
  - 大Ω符號
- 電子學上：
  - 电阻的单位符号，此时读作欧姆（Ohm）
- 天文學上:
  - 六軌道根數(元素)中的昇交點赤經（ascending node right ascension）

## 其他Omega的相关内容
- 西里爾字母的 Ѡ 是從希臘字母 Omega 變來。
- Omega Mart